# Powidła

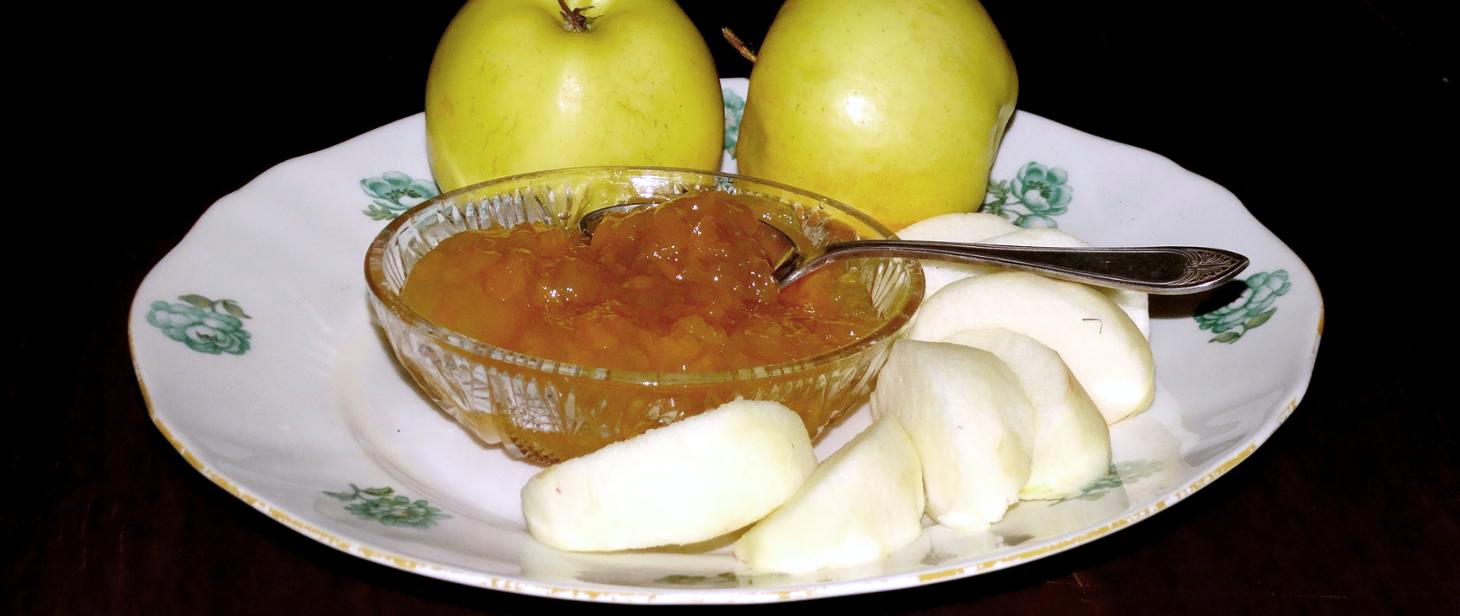
„Powidła z papierówek z Kobylnik” wpisane na Listę produktów tradycyjnych

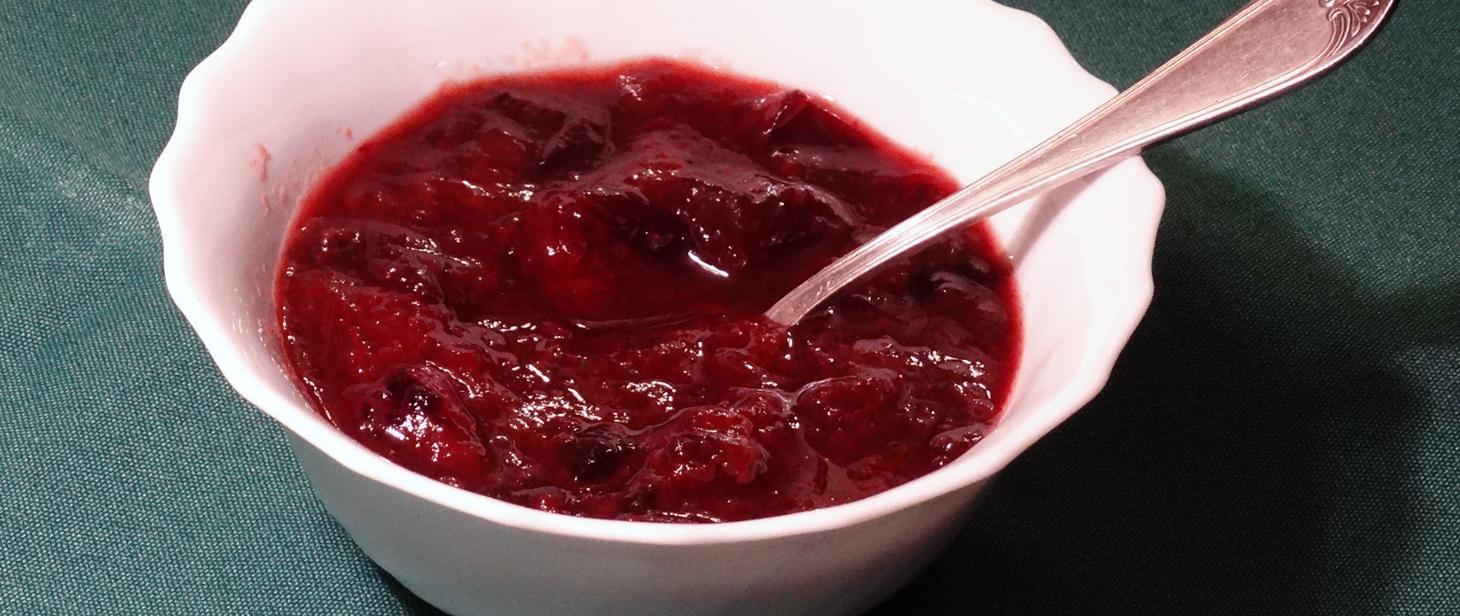
„Powidła śliwkowe z Kałęczewa” wpisane na Listę produktów tradycyjnych

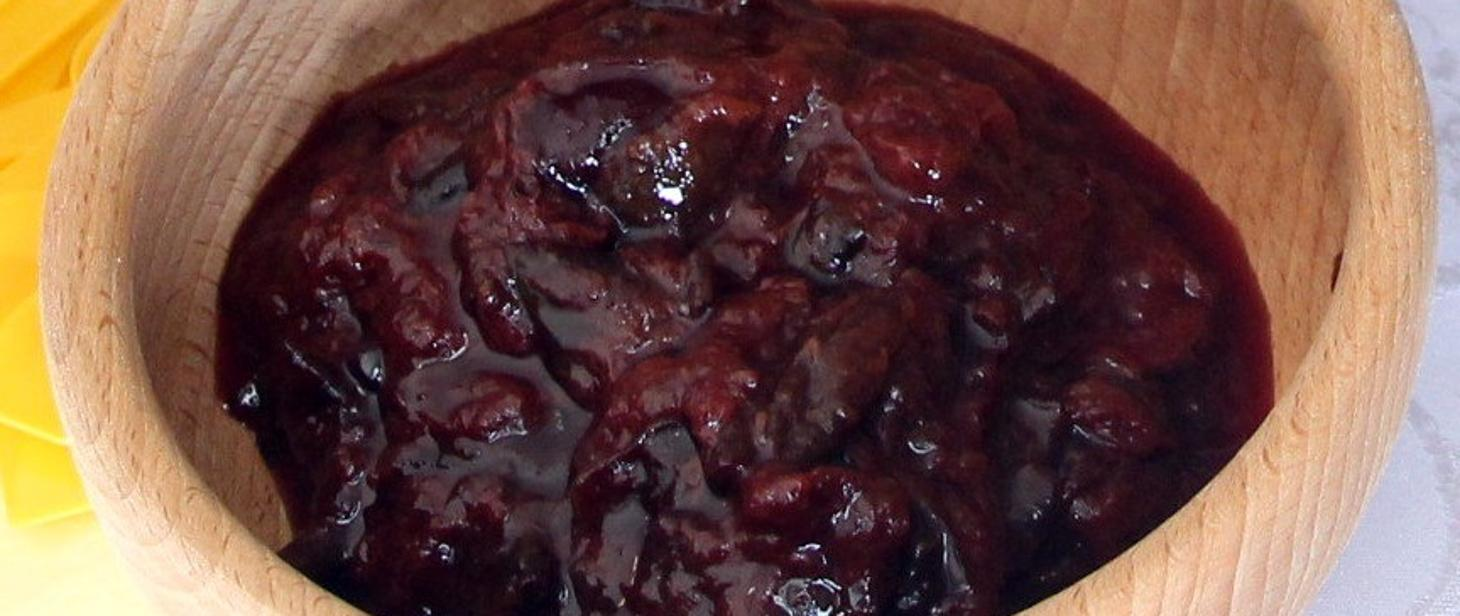
„Powidła radziszewskie” wpisane na Listę produktów tradycyjnych

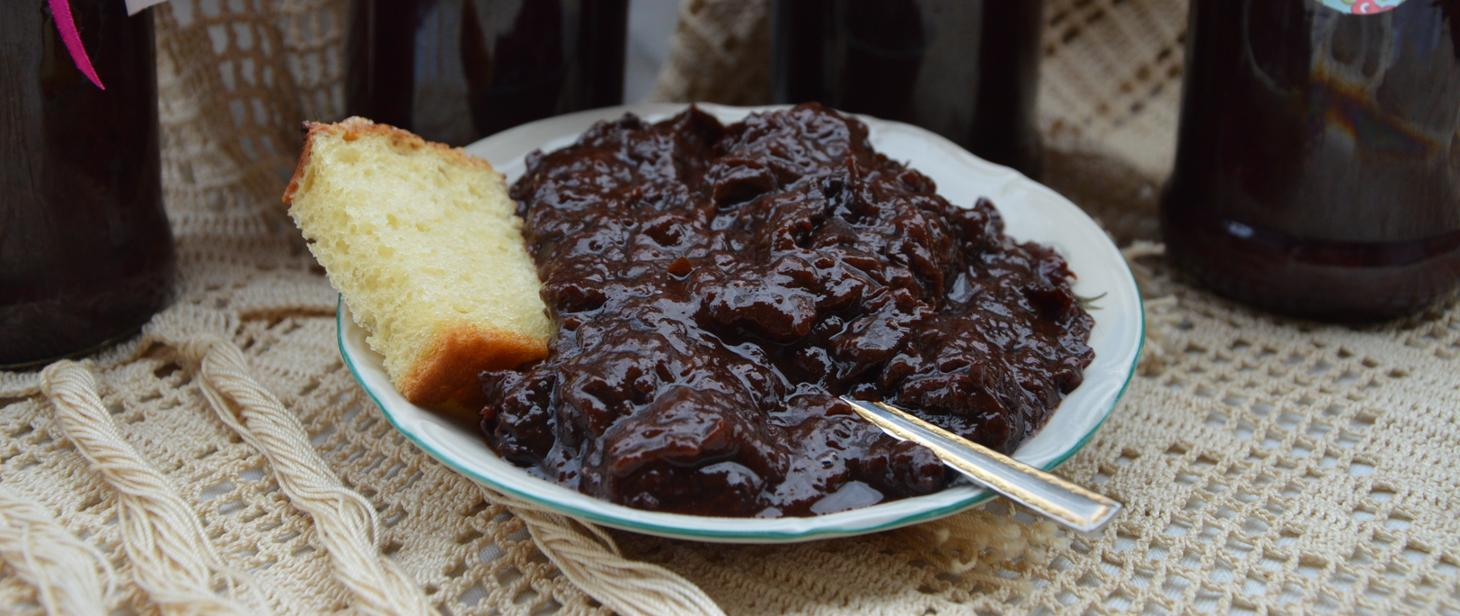
„Powidła śliwkowe z węgierek” (z Mycielina) wpisane na Listę produktów tradycyjnych

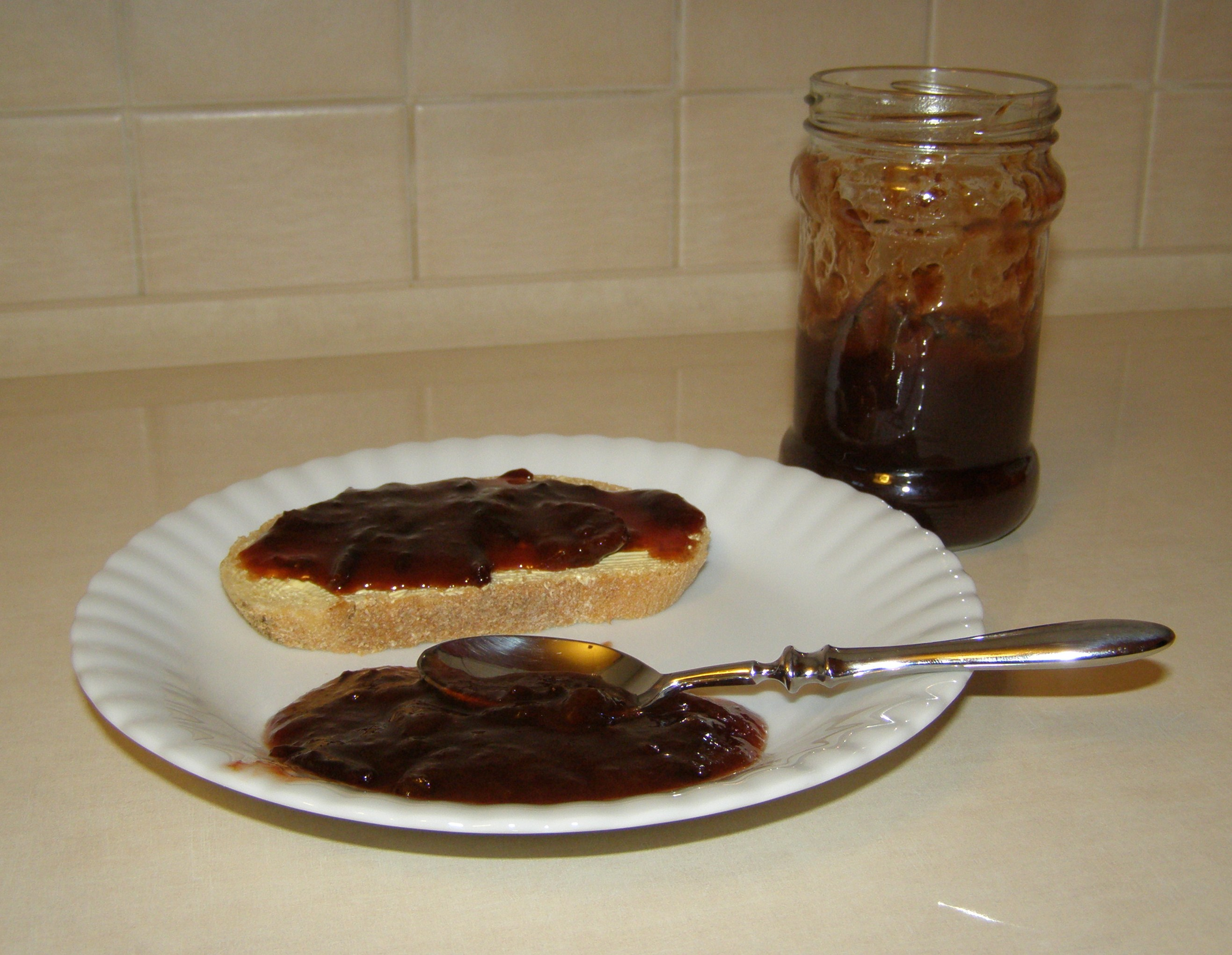
Chleb z masłem i powidłami

Powidła – przetwór owocowy zwykle wykonywany ze śliwek. Tradycyjnie na powidła używa się węgierek prażonych w kotłach przez wiele dni aż do uzyskania koloru od bordowego do brązowego. Prażenie powoduje odparowanie wody, co zwiększa gęstość, poprawia smak powideł oraz przedłuża okres przechowywania. Obecnie częściej produkuje się je z pulp owocowych, gdzie także przez obróbkę termiczną zagęszcza się produkt.
W porównaniu do marmolad, powidła są mniej słodkie, mniej zżelowane oraz bardziej mętne.

## Przygotowanie
Powidła w porównaniu do dżemów, konfitur i marmolad mają największą zawartość owoców. Zaleca się wykorzystanie 160 g owoców w celu uzyskania 100 g gotowego produktu. W przypadku dżemów wystarczy 25-35 g owoców, 100 g konfitury przygotowuje się z 50-60 g owoców, a do wykonania takiej samej ilości marmolady potrzeba 80-110 g owoców. Dopuszczalny jest również niewielki dodatek cukru (10–30%), jednak tradycyjnie przygotowywano powidła bez cukru.
- Prażenie powideł
- Uprażone powidła

## Rodzaje powideł
W kuchni polskiej najpopularniejsze są powidła ze śliwek węgierek, mirabelek i renklod.
Oprócz klasycznych, śliwkowych, wytwarza się również m.in. powidła jabłkowe, gruszkowe, dyniowe, brzoskwiniowe, morelowe, aroniowe, wiśniowe, agrestowe, z buraków cukrowych. Popularnością cieszą się też powidła z mieszanych owoców, np. Maria Śleżańska polecała powidła mieszane z gruszek, jabłek i śliwek, albo z jabłek i moreli, albo z malin, porzeczek i poziomek. W starszych książkach kucharskich można też znaleźć przepisy m.in. na powidła z obierzyn z jabłek i gruszek, z suszonych moreli lub śliwek, z głogu czy też z jarzębiny.

## Nazwa
Wyraz powidła został zaświadczony w języku polskim już pod koniec XV wieku. Utworzony został zapewne od czasownika powić (wić z przedrostkiem po-) oraz przyrostka -dło, wskazującego na pierwotną nazwę narzędzia. Początkowo było zatem powidło „tym, czym się miesza nieustannie ruchem kolistym podgrzewaną masę owocową”, a dopiero później w liczbie mnogiej zostało przeniesione na uzyskiwany w ten właśnie sposób produkt spożywczy.
Z polszczyzny wyraz ten zapożyczono do języków wschodniosłowiańskich: ros. повидло (powídło), biał. павідла (pawídła), ukr. повидло (powýdło). Z kolei cz. povidla przeszło do austriackiej wersji języka niemieckiego jako Powidl, w odróżnieniu od niemieckiego Marmelade, Pflaumenmus lub Konfitüre.
W kuchni angielskiej jest podobny przetwór nazywający się prune butter, czyli dosłownie „masło śliwkowe”.

## Lista polskich produktów tradycyjnych
Powidła (lub produkty z powidłami w nazwie) wpisane na Listę produktów tradycyjnych Ministerstwa Rolnictwa i Rozwoju Wsi (stan na 30 lipca 2024):

### Powidła ze śliwek
- „Mazowieckie powidła śliwkowe” wpisane na listę 9 sierpnia 2019 w kategorii „Orzechy, nasiona, zboża, warzywa i owoce (przetworzone i nie)” w woj. mazowieckim: powidła z późno zebranych śliwek węgierek, bez dodatku cukru lub z jego niewielką ilością[21]. Produkt wytwarzany na Mazowszu[21].
- „Powidło galicyjskie z kotła” wpisane na listę 30 października 2008 w kategorii „Orzechy, nasiona, zboża, warzywa i owoce (przetworzone i nie)” w woj. podkarpackim: powidła ze śliwek, zazwyczaj bez dodatku cukru[22][23]. Produkt wytwarzany m.in. we wsiach Albigowa, Handzlówka, Husów oraz Markowa w powiecie łańcuckim[22][23].
- „Powidła krzeszowskie” wpisane na listę 10 marca 2006 w kategorii „Orzechy, nasiona, zboża, warzywa i owoce (przetworzone i nie)” w woj. podkarpackim: powidła ze śliwek węgierek, smażone bez dodatku cukru[24]. Pod koniec gotowania ewentualnie przyprawiane cukrem, gruszkami, lub też innymi śliwkami[23]. Produkt wytwarzany we wsi (dawne miasto) Krzeszów w powiecie niżańskim[24][23].
- „Powidła radziszewskie” wpisane na listę 27 sierpnia 2018 w kategorii „Orzechy, nasiona, zboża, warzywa i owoce (przetworzone i nie)” w woj. zachodniopomorskim: powidła z bardzo dojrzałych śliwek węgierek[25]. Produkt wytwarzany na terenie Radziszewa i gminy Gryfino[25].
- „Powidła śliwkowe” wpisane na listę 14 (lub 16[26]) października 2016 w kategorii „Orzechy, nasiona, zboża, warzywa i owoce (przetworzone i nie)” w woj. podkarpackim: powidła ze śliwek węgierek[27]. Produkt wytwarzany w powiecie kolbuszowskim[27].
- „Powidła śliwkowe łowickie” wpisane na listę 28 sierpnia 2007 w kategorii „Orzechy, nasiona, zboża, warzywa i owoce (przetworzone i nie)” w woj. łódzkim: powidła z mocno dojrzałych śliwek, zwłaszcza z węgierki łowickiej oraz starych odmian węgierek[28]. Produkt wytwarzany w regionie łowickim[28].
- „Powidła śliwkowe z Doliny Dolnej Wisły”: powidła śliwkowe wytwarzane na terenie Doliny Dolnej Wisły
  - wpisane na listę 15 marca 2006 w kategorii „Orzechy, nasiona, zboża, warzywa i owoce (przetworzone i nie)” w woj. kujawsko-pomorskim[29][30],
  - wpisane na listę 24 kwietnia 2007 w kategorii „Orzechy, nasiona, zboża, warzywa i owoce (przetworzone i nie)” w woj. pomorskim[31].
- „Powidła śliwkowe z Kałęczewa” wpisane na listę 10 lipca 2017 w kategorii „Orzechy, nasiona, zboża, warzywa i owoce (przetworzone i nie)” w woj. łódzkim: powidła ze śliwek węgierek, bez dodatku cukru[32]. Produkt wytwarzany we wsi Kałęczew w powiecie brzezińskim[32].
- „Powidła śliwkowe z Mikołajówki” wpisane na listę 23 września 2011 w kategorii „Orzechy, nasiona, zboża, warzywa i owoce (przetworzone i nie)” w woj. lubelskim: powidła z dojrzałych śliwek węgierek[32]. Produkt wytwarzany we wsi Mikołajówka w powiecie kraśnickim[33].
- „Powidła śliwkowe z węgierek” wpisane na listę 30 maja 2018 w kategorii „Orzechy, nasiona, zboża, warzywa i owoce (przetworzone i nie)” w woj. lubuskim: powidła z późno zebranych śliwek węgierek[34]. Produkt wytwarzany we wsi Mycielin w powiecie żagańskim[34].
- „Powidła ze śliwki żniwki” wpisane na listę 17 lutego 2017 w kategorii „Orzechy, nasiona, zboża, warzywa i owoce (przetworzone i nie)” w woj. śląskim: powidła ze śliwek żniwek (są to słodkie owoce o żółtej skórce)[35]. Produkt wytwarzany w gminie Lipowa w powiecie żywieckim[35]. Sama „śliwka żniwka lipowska” została wpisana na listę tego samego dnia i w tej samej kategorii co powidła[36].
- „Sonińskie powidła z węgierek” wpisane na listę 9 maja 2023 w kategorii „Inne produkty” w woj. podkarpackim[37]. Produkt wytwarzany we wsi Sonina w powiecie łańcuckim[37].

### Powidła z jabłek
- „Powidła jabłkowe” wpisane na listę 8 kwietnia 2024 w kategorii „Orzechy, nasiona, zboża, warzywa i owoce (przetworzone i nie)” w woj. mazowieckim[38]. Produkt wytwarzany we wsi Pająków[38].
- „Powidła z papierówek z Kobylnik” wpisane na listę 25 września 2015 w kategorii „Orzechy, nasiona, zboża, warzywa i owoce (przetworzone i nie)” w woj. łódzkim: powidła z papierówek z cynamonem, opcjonalnie z dodatkiem innych owoców (dyni, śliwek, wiśni, czarnej porzeczki, aronii)[7]. Produkt wytwarzany we wsi  Kobylniki w powiecie poddębickim[7].

### Powidła z innych owoców lub warzyw
- „Powidła olenderskie” wpisane na listę 25 września 2015 w kategorii „Inne produkty” w woj. mazowieckim: powidła z buraków cukrowych z dodatkiem dyni i jabłek, a czasem śliwek[15][39]. Produkt wytwarzany według olenderskiej receptury[15][39].

### Wyroby piekarnicze i cukiernicze
- „Pączki żakowolskie z powidłami antonówek” wpisane na listę 4 (lub 2[26]) listopada 2009 w kategorii „Wyroby piekarnicze i cukiernicze” w woj. lubelskim: pączki z nadzieniem z powideł z antonówek[8]. Produkt wytwarzany we wsi Żakowola Radzyńska[8].
- „Rogaliki z powidłami śliwkowymi z okolic Mrogi” wpisane na listę 10 lipca 2017 w kategorii „Wyroby piekarnicze i cukiernicze” w woj. łódzkim: drożdżowe rogaliki z nadzieniem z powideł przygotowywanych z bardzo dojrzałych śliwek węgierek, bez dodatku cukru[40]. Produkt wytwarzany w regionie leżącym nad rzeką Mrogą[40].